# Иосиф (Сембратович)
Иосиф Сембратович (1821 год, Крыница, Австрийская империя — 1900 год, Рим, Италия) — грекокатолический епископ, галицкий митрополит, русофил.

## Биография
Родился в Крынице, в семье священника. Богословское образование получил в Венском университете, рукоположен во иереи в 1845 году, в 1850 году стал префектом Львовской духовной семинарии, в 1852 году — вице-ректором грекокатолической семинари в Вене. В 1861 году стал профессором Священного Писания во Львовском университете. В 1865 году переехал в Рим.
В 1867 году вернулся и занял пост администратора Перемышльской епархии. С 1870 по 1882 год являлся митрополитом Галицким.
Митрополит Иосиф проводил антиалкогольную кампанию. Он добивался устроения сберегательных касс, братств трезвости, общественных магазинов. На период его правления пришёлся подъём галицко-русского национального движения, пробуждение национального сознания русинов, деятельность идеологов единения русинов с русским народом и перехода из унии в православие. Митрополит Иосиф благосклонно относился к галицко-русскому движению, выражал поддержку Ставропигийскому институту. В 1882 году во Львове слушался «Процесс Ольги Грабарь и товарищей», связанный с попыткой перехода жителей русинской деревни Гнилички в православие. Этим процессом была открыта череда судебных процессов и внесудебного преследования «русофилов», что выражалось, в частности, в захвате иезуитами всех василианских монастырей в Галиции. Митрополит Иосиф пытался противостоять этому, но правительство и сам император Франц Иосиф I были на стороне иезуитов. Сембратович был без канонического процесса смещён с поста и удалён из Галиции. Он переехал в Рим, где и умер в 1900 году.

## Труды
- Архіерейское посланіе о высокомъ достоинствѣ человѣка. Львовъ, 1874.